# Халберштат D.IV
Халберштат D.IV је немачки ловачки авион. Авион је први пут полетео 1916. године. 

Испитивана су три прототипа, али авион није ушао у производњу, између осталог због лоше кабине за пилота. Из њега је даље развијен Халберштат D.IV.
Распон крила авиона је био 8,40 метара, а дужина трупа 7,35 метара. Био је наоружан са два синхронизована митраљеза ЛМГ 08/15 Шпандау (LMG 08/15 Spandau) калибра 7,92 mm.

## Наоружање
| Наоружање авиона: Халберштат   |      |
| Ватрено (стрељачко) наоружање  |      |
| Топ                            |      |
| Митраљез                       |      |
| Број и ознака митраљеза        | 2    |
| Калибар                        | 7,92 |
| Бомбардерско наоружање (бомбе) |      |
| Ракетно наоружање (ракете)     |      |